# Party Crasher
Party Crasher — шестой сольный студийный альбом шведского поп-рок музыканта Пера Гессле на английском языке, издан в 2008 году. Это второй англоязычный диск музыканта за всю его карьеру и первый с 1997 года сольник, изданный во всем мире, подписанный его собственным именем. Изначально планировалось выпустить альбом 3 декабря, но позже дата релиза была перенесена на 26 ноября. В шведских хит-парадах альбомов диск поднялся только до второй строчки, став первым альбомом за последние 23 года, над которым Гессле работал в студии, и который не занял первого места в хит-листах Швеции со времени альбома Roxette «Pearls of Passion» в 1986 году.

## Об альбоме
Party Crasher записан на студии Кристофера Лундквиста «Aerosol Grey Machine Studios» в Валларуме, Швеция, в период с января по сентябрь 2008 года. Инженер звукозаписи: Кристофер Лундквист; помощник инженера: Леннарт Хаглунд. Сведено на студии «Kingside», Стокгольм, инженер Ронни Лахти в августе-сентябре 2008 года. Песня № 4 сведена в «Aerosol Grey Machine Studios» Кристофером Лундквистом в сентябре 2008 года. Сведение: Хенке в студии «Masters of Audio», Стокгольм. Автором текста всех песен и композитором является Пер Гессле, материал публикуется компанией «Jimmy Fun Music».
Продюсеры альбома: Кларенс Эверман, Кристофер Лундквист и Пер Гессле для Capitol Elevator Music.
Одной из песен написанных для альбома, но не вошедших в него, стала «Wrecking Ball». Под названием «Have Another Go» эта композиция вошла в альбом Mono Mind «Mind Control» (2019) в качестве бонус-трека. На свой день рождения 12 января 2023 года Гессле выпустил «Wrecking Ball» и две другие песни в качестве «цифрового дополнения» к альбому «Party Crasher» — эти песни доступны сегодня в формате цифровой дистрибуции.

### Интервью по поводу выхода альбома
В интервью по поводу выхода этого альбома, Пер рассказал некоторые интересные факты:
- 10 песен к пластинке были написаны им с 13 августа по 25 декабря 2007 года.
- С мая до конца августа 2008 года был сделан перерыв в работе над альбомом («летние каникулы»).
- При написании альбома Пера вдохновляла музыка коллективов «The Bee Gees», «Chic», Донна Саммер, «The Human League» и других.
- В качестве синтезаторов при записи музыки использовались марки, популярные в 1970-е: «Mini Moog» и «Jupiter-6» для того, чтобы придать мелодиям настоящее звучание тех времен.
- Соавтором песни «Theme from Roberta Right» стал Габриэль Титус, сын Пера. Композиция была записана, но все же не попала на альбом (она вошла как b-side к синглу «Sing Along», а также вошла в цифровой релиз альбома). Также на альбом не попала и песня под названием «Freak Out».
- Альбом вышел в формате обычного CD альбома, CD делюкс версия (digi-pack) и 12" пластинка (ограниченным тиражом).
- В начале 2009 года возможен небольшой Европейский промотур, посвящённый выходу альбома, в течение которого будут даны несколько концертов и в самой Швеции.

## Виды изданий
- CD — альбом с 12 песнями в пластиковой коробке.
- CD — альбом с 12 песнями (digipack).
- iTunes Deluxe Edition — скачать в iTunes 12-трековый альбом с одной дополнительной песней.
- Telia Deluxe Edition — скачать на сайте Telia 12-трековый альбом с 1 дополнительной песней (но не такой как на iTunes).
- 12" LP ограниченное издание — Пластинка с 12 песнями (по 6 на каждой стороне).

## Список композиций
(Музыка и тексты: Пер Гессле, кроме песни № 15)
1. «Silly Really» — 3:40
2. «The Party Pleaser» — 3:39
3. «Stuck Here With Me» — 3:20
4. «Sing Along» — 4:00
5. «Gut Feeling» — 3:34
6. «Perfect Excuse» — 3:11
7. «Breathe Life Into Me» — 3:41
8. «Hey, I Died And Went To Heaven» — 4:00
9. «Kissing Is The Key» — 3:08
10. «Thai With A Twist» — 2:41
11. «I Didn’t Mean To Turn You On» — 3:35
12. «Doesn’t Make Sense» — 3:50

Бонус треки
- Издание iTunes Deluxe Edition:

1. «I’m Glad You Called» — 3:29
2. «Silly Really» (Right Into Your Bed Remix) (Remixed by Dick Mixon)[6] — 6:38

- Издание Telia Deluxe Edition:

1. «Theme from Roberta Right» (Музыка: Пер Гессле и Габриэль Гессле; Текст: Пер Гессле) — 3:04

Эта песня также доступна как b-side к синглу «Sing along»

## Даты релиза по странам
EMI выпустила пресс-релиз о датах выхода альбома по странам с сортировкой по дате выхода.
- Швеция, Норвегия, Финляндия — ноябрь 2008 года (кат. но. CD: 0999-2660352, LP: 0999-2656321)
- Индонезия — февраль 2009 года
- Япония, Украина — 9 февраля 2009 года
- Чехия, Россия — 2 марта 2009 года
- Испания — 3 марта 2009 года
- Венгрия — 4 марта 2009 года
- Польша — 9 марта 2009 года
- Канада — 24 марта 2009 года
- ЮАР — март 2009 года
- Португалия — конец марта 2009 года
- Германия, Австрия, Швейцария — первая неделя апреля 2009 года
- Бразилия, Бельгия — апрель 2009 года
- Великобритания — 15 июня 2009 года(на лейбле Sony BMG, кат. но. 88697533812)[8]

Диск, который продается в Японии и Тайвани импортируется из Европы, а не производится непосредственно в этих странах. Примечательно, что альбом продается вместе с OBI-стрип (англ. OBI-strip), бумажной вкладкой в упаковке релиза с переводом названия альбома и транслитерацией имени исполнителя на японский (китайский) язык, как «настоящий» японский релиз.
В первый день выхода альбома в Великобритании стало известно, что его практически невозможно купить в обычном магазине музыкальных дисков, но можно закать on-line в интернет-магазине: оформить доставку либо почтой до адресата, либо заказ в ближайший магазин музыкальных дисков. Релиз также появился для скачивания на сайте британской версии iTunes.
Релиз в США
Так как с 1996 года у Roxette и участников группы нет звукозаписывающей или продюсерской компании, которая бы занималась рекламой и продвижением продаж релизов в США, популярность музыкантов в Новом Свете стремительно снизилась. В основном, все издания импортируются в США и продаются там по гораздо высокой по сравнению с Европой цене.
17 июня 2009 года первый сингл с альбома «Silly Really» стал доступен для скачивания на американском сайте Amazon.com, что расценивается поклонниками музыканта как один из первых шагов для начала продвижения своей музыки в Соединенных Штатах.

## Участники записи
- Пер Гессле — вокал, гитара, электро-гитара, гармоника
- Кристофер Лундквист — гитара, электро-гитара, бэк-вокал, электро-гусли, сведение, мастеринг
- Кларенс Эверман — клавишные, сведение, мастеринг
- Хелена Юсефссон — вокал, бэк-вокал, бубен, перкуссия[1]

## Обложка альбома и буклет
Дизайнером выступил Пэр Викхольм, совместно с автором релиза. На обложке изображен Пер Гессле с фотокамерой «Leica» на фоне стеклянного шара, вроде тех, что были популярны на дискотеках в 1980-х. В буклете тексты песен оформлены так, будто напечатаны на машинке, а также помещены фотографии музыкантов, Кристофера, Кларенса и Хелены, одетых в стиле 1980-х, рядом с каждым из них написано их имя.
При оформлении буклета использовались фотографии Important Pete, а также снимки, сделанные супругой Пера, О́сой «Вуди» Нордин из семейного архива Гессле.

## Обзор песен
- Kissing is the Key: впервые вышла на данном альбоме в 2009 году[11]. В 2019 году Гессле записал новую версию этой песни и выпустил её в качестве би-сайда к синглу «Around the Corner (The Comfort Song)». В апреле 2020 года Гессле слегка изменил текст песни и записал её с другими музыкантами — эта версия была выпущена группой Mono Mind и вышла в качестве сингла на американской спутниковой радиостанции «SiriusXM» под названием «Fighting for the Future».

## Песни, не вошедшие в альбом
- «Wrecking Ball»: песня была написана 10 октября 2007 года. Автор слов и музыки — Пер Гессле. Песню частично можно услышать в документальном фильме «The Making Of Party Crasher»[12]. Официально песня вышла в 2023 года в качестве бонус-трека к цифровому изданию альбома[13].
- «Theme From „Roberta Right“»: вышла би-сайдом к синглу на песню «Sing Along». Соавтором композиции стал Габриель Гессле, сын музыканта.
- «I’m Glad You Called»: вышла в качестве бонус-трека в цифровом издании альбома «iTunes deluxe edition». Демоверсия песни была выпущена в альбоме «The Per Gessle Archives — Charm School Demos» в апреле 2025 года — в сборнике демоверсий альбома Roxette Charm School (2011).
- «Silly Really (Right Into Your Bed Remix) (remix by Dick Mixon)»: вышла в качестве бонус-трека в цифровом издании альбома «iTunes deluxe edition».

Все перечисленные выше композиции были официально выпущены 12 января 2023 года на день рождения Пера Гессле. Музыкант традиционно выпускает подобные песни из своего неопубликованного архива в качестве подарка поклонникам ежегодно на свой день рождения.
- «Freak Out»: Гессле рассказал о том, что эта песня не вошла в альбом в интервью, однако до сих пор эта песня официально не была выпущена[5].

## Синглы
Премьера первого сингла состоялась на шведском радио RIX FM в программе «Morronzoo» (Утренний зоопарк) 24 октября 2008 года в 8:30 утра по шведскому времени. Этот же источник сообщает о живом выступлении музыканта 17 ноября в Глобен, концертной арене Стокгольма, видео транслирует телеканал TV4.
- «Silly Really» (29 октября 2008) — 50999 265629 2 6

1. Silly Really
2. I Didn’t Mean To Turn You On

Обложка цифрового сингла «Silly Really (Right Into Your Bed remix)»

- «Silly Really (Right Into Your Bed remix)» (26 января 2009)

Это цифровой сингл, доступный для покупки только в Интернете. Автором ремикса является Dick Mixon. Обложка сингла публиковалась на TDR (см. фото, источник), однако реальный CD-сингл в обложке не выходил.
- «Sing Along» (4 февраля 2009)[16]

1. Sing Along (radio edit)
2. Theme from «Roberta Right» (ранее доступна только в цифровом виде в «Telia Deluxe Edition», для покупки в Интернете)
3. Sing Along (album version)
Этот сингл вышел в двух вариантах — в красном и зеленом картонных конвертах (cardboard sleeve). Номера по каталогу, а также содержание синглов, тем не менее у двух изданий не отличаются.

## История альбома
Критика
- Супруга Пера считает что этот альбом записан в стиле 1970-80-х, как будто музыканты The Bee Gees играют вместе с Gyllene Tider[17].
- Продюсер и клавишник, Кларенс Эверман, считает, что это лучший альбом Гессле, который они записали вместе[2].
- Музыкальный критик шведского таблоида «Expressen» Андерс Нунсед отзывается об альбоме достаточно осторожно, но в то же время по большому счету позитивно[18][19].

Достижения
Из известных рецензий в прессе, наивысших оценок (4 из 5) диск получил от обозревателей шведских газет «Allehanda» и «Östgöta Correspondenten», однако многие шведские и европейские издания высоко оценили гастрольный тур, последовавший за выходом пластинки.
Туры
С 16 апреля по 10 мая 2009 года прошёл гастрольный тур в поддержку альбома. 15 концертов в 11 европейских странах посмотрели более 12.000 человек. После завершения гастролей ожидается выход DVD с записью видео концерта в Стокгольме и CD с песнями, записанными в разных городах.
Автограф сессии
- 27 ноября 2008 года, 16:30 — универмаг Åhléns City, Стокгольм
- 28 ноября 2008 года, 17:00 — магазин Skivlagret, Хальмстад
- 29 ноября 2008 года, 12:00 — магазин Rocks, Kungsbacka, Kungsmässan
- 29 ноября 2008 года, 15.00 — магазин Bengans, Гётеборг[25]
- 25 апреля 2009 года, 15:00 — универмаг Saturn, Гамбург, Германия[26]